# Rue de Beaune
La rue de Beaune est une voie située dans le quartier Saint-Thomas-d'Aquin dans le 7e arrondissement de Paris.

## Situation et accès

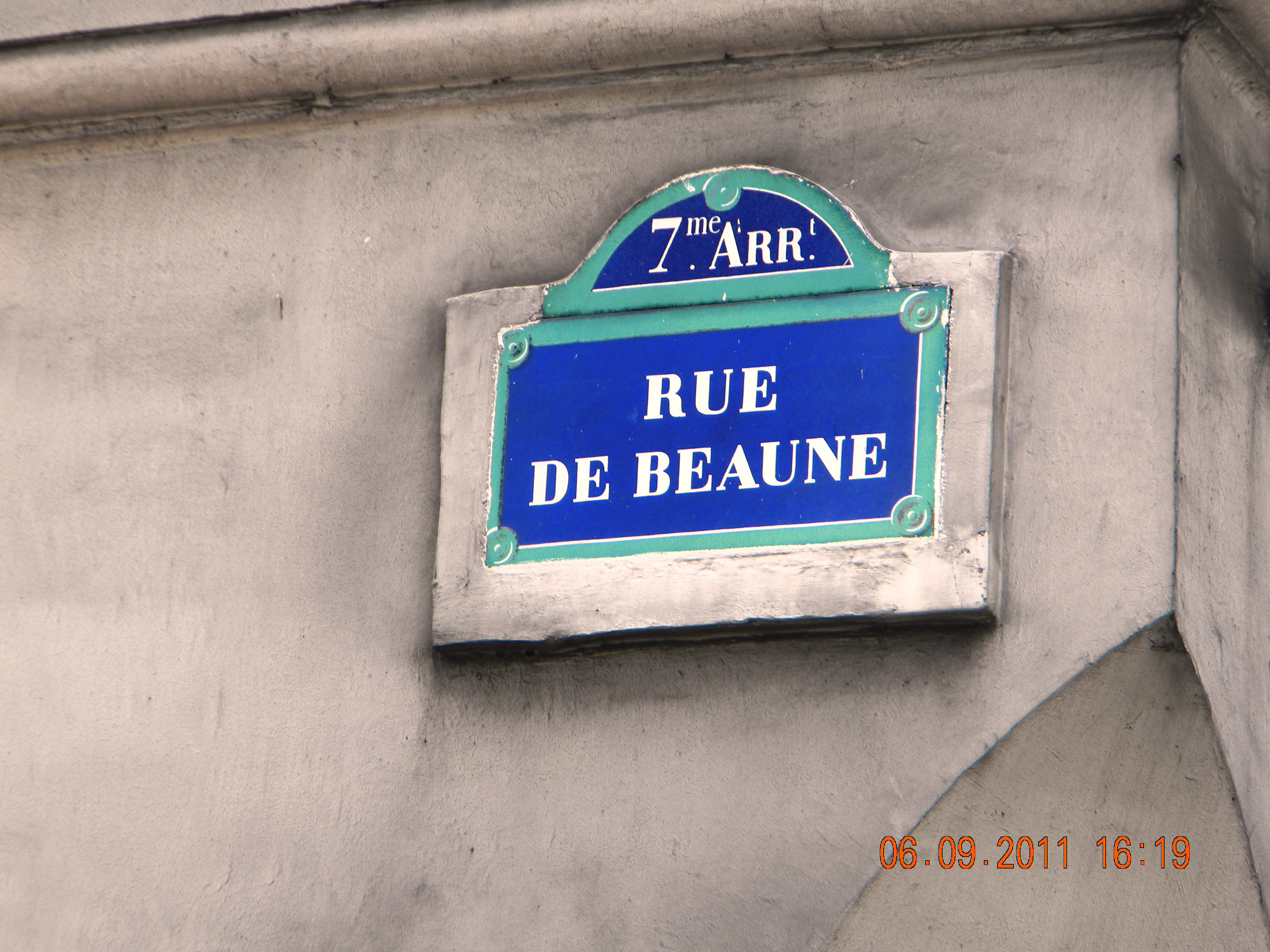
Plaque de rue de la rue de Beaune.

Longue de 210 mètres, elle commence au 27, quai Voltaire et se termine au 34, rue de l'Université. 
La rue compte de nombreux magasins d’antiquités et autres galeries d’art.
Le quartier est desservi par la ligne 12 à la station Rue du Bac.

## Origine du nom
L'origine précise du nom n'est pas connue, les historiens évoquent deux hypothèses :
1. elle porterait le nom du juriste et mathématicien Florimond de Beaune (1601-1652) ;
2. elle ferait référence à la ville bourguignonne de Beaune.

## Historique
Cette voie, ouverte en 1640 sous le nom de « rue du Pont », en référence à l’ancien pont Barbier sur lequel elle débouchait, prend rapidement au XVIIe siècle le nom de « Beaune » en référence à la ville bourguignonne. 
Construit en 1632, le « pont Barbier » (du nom de son constructeur, Louis Le Barbier), puis « pont Sainte-Anne » (en l’honneur de la reine Anne d'Autriche), puis « pont des Tuileries » et, plus généralement, « pont Rouge » car il est peint de cette couleur, est un pont en bois de dix arches situé dans le prolongement de la rue. Endommagé par les eaux à plusieurs reprises, il est finalement emporté par les glaces à l’hiver 1684.
En 1874, on compte deux hôtels dans la rue, l’Élysée au no 3 et le Charlemagne au no 13.
En 1929, la fin de la rue en impasse, au-delà de la rue Montalembert, prend le nom de rue Sébastien-Bottin.

## Bâtiments remarquables et lieux de mémoire

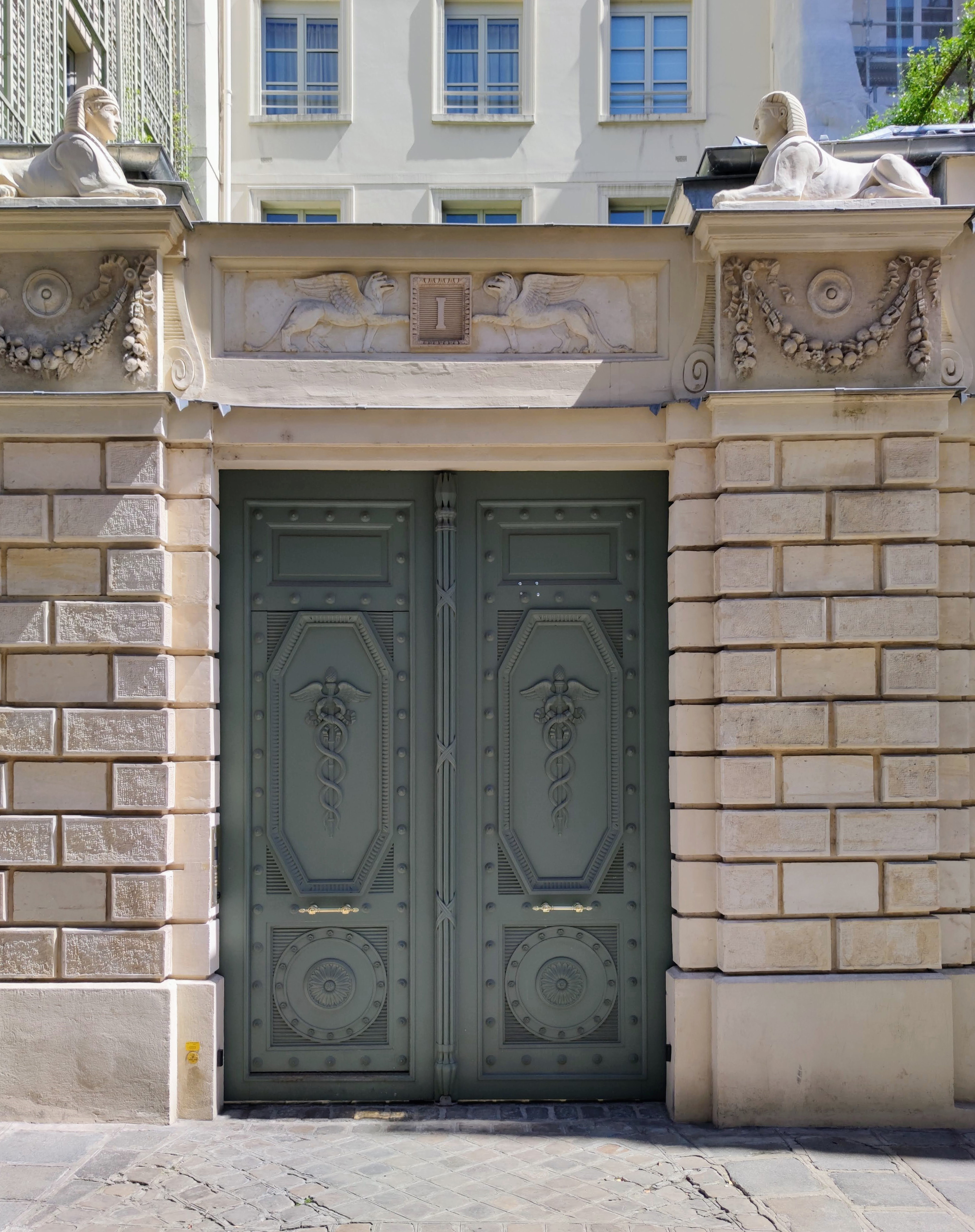
No 1 : portail.

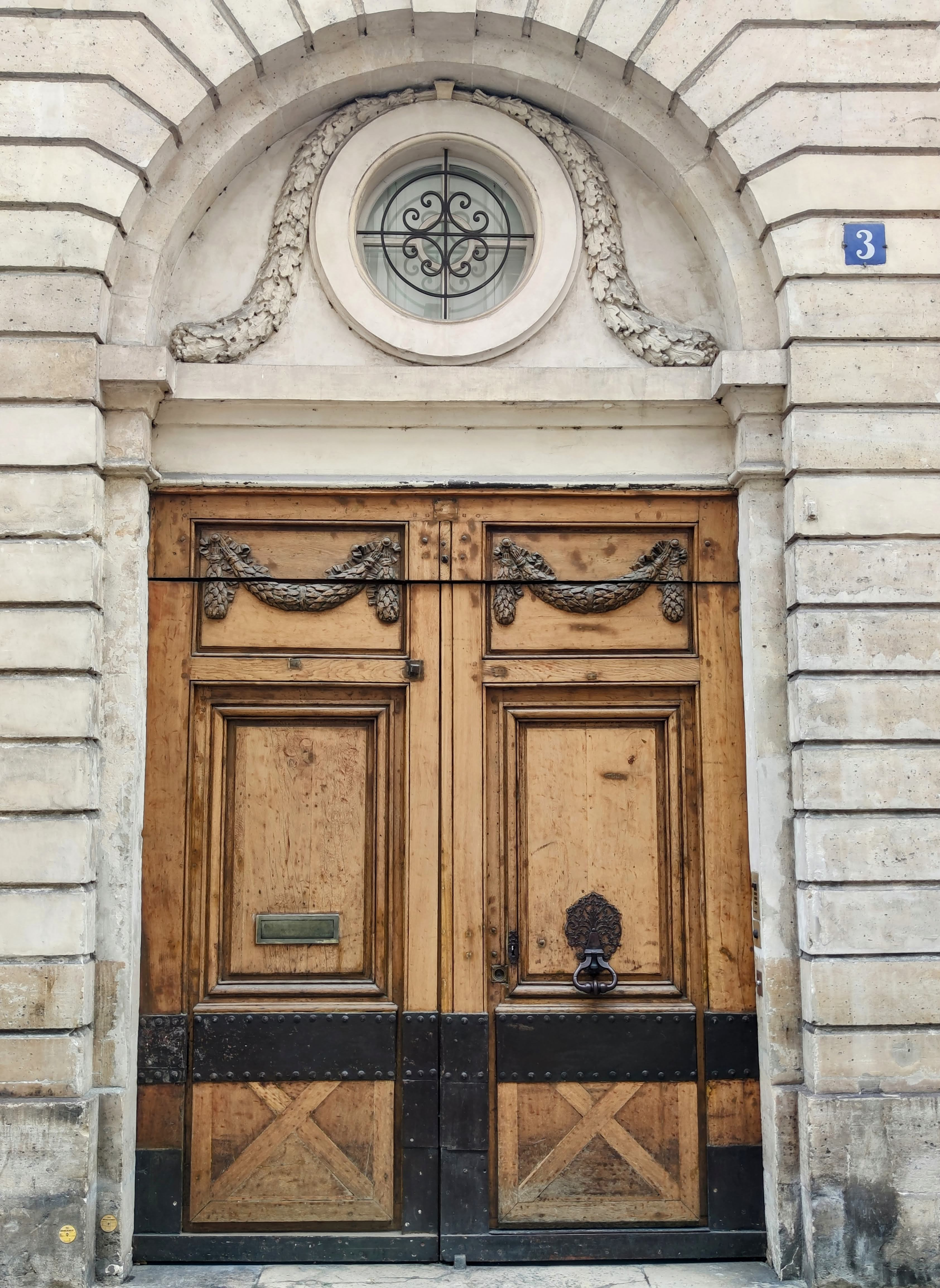
No 3 : portail.

- No 1 : hôtel de Villette, où meurt Voltaire en 1778[4] dans un appartement de deux pièces, dont une grande chambre à alcôve[5], situé au deuxième étage sur cour[6]. La porte cochère avec son décor néo-classique de bossages, de sphinx, de griffons et de guirlandes date du début du XIXe siècle[7].

- No 2 : hôtel de Mailly-d’Aumont[4].
- No 3 : hôtel d'Auterive. Ancien hôtel meublé du Colisée, où a pour habitude de descendre l’explorateur Jules Dumont d'Urville (1790-1842)[4]. En 1874, c’est devenu l’hôtel de l’Élysée[3]. Ezra Pound y a logé à son arrivée à Paris en 1920.
- No 5 : hôtel de France et de Lorraine en 1889[8]. Le réalisateur Louis Delluc y est mort en 1924. Une plaque, apposée en 1949 par l’Association française de la critique de cinéma pour le 25e anniversaire de son décès[9], lui rend hommage.
- Nos 6-16 (îlot délimité par la rue de Beaune, la rue de Verneuil, la rue du Bac et la rue de Lille) : au milieu du XVIIe siècle se trouve à cet endroit la halle Barbier, ou halle aux Prés aux Clercs. En 1659, celle-ci est rachetée par la Ville, qui a le projet d’y construire un hôtel pour y loger une compagnie de mousquetaires[10]. En 1671, un arrêt du Conseil d'État prescrit la « terminaison de l’hôtel de la 1re compagnie de mousquetaires, rue de Beaune »[11], c’est-à-dire de la caserne des Mousquetaires-Gris. Un siècle plus tard, en 1780, c’est à ce même emplacement que s’établit le marché Boulainvilliers[12]. C'est également au numéro 6, dans les anciennes écuries des mousquetaires que Jean-Marie Le Pen installera la Serp, sa société d'édition ainsi que le siège du Front national[13].
- No 14 : ancien siège des éditions À l'enseigne du pot cassé (1924-1950).
- No 16 : librairie fondée par Marcel Béalu en 1949.

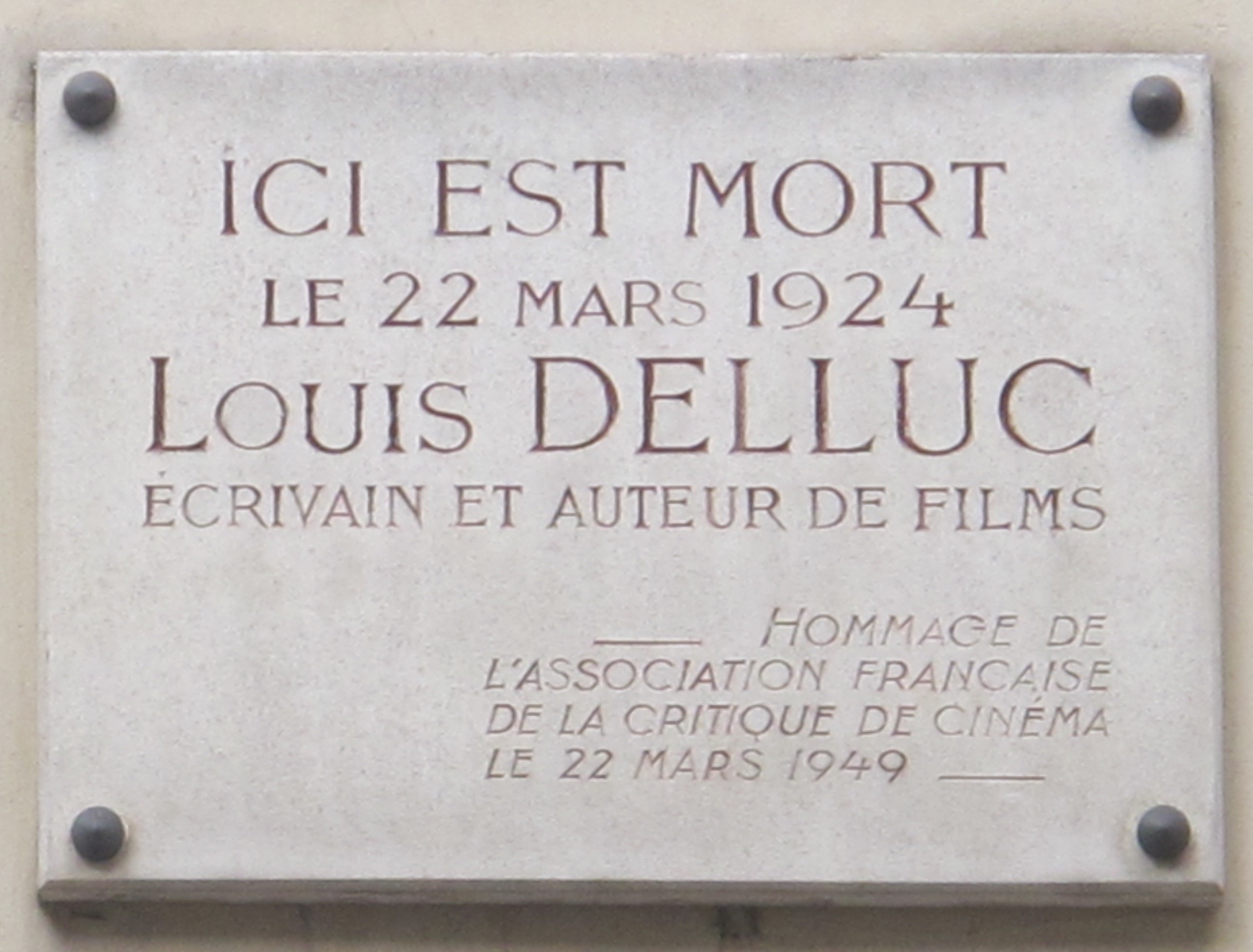
Plaque au no 5.

## Dans la littérature
- Michel Braudeau, Rue de Beaune, Stock, 2018[14].